# دارين شالافي
دارين مجيان شالافي (بالإنجليزية: Darren Majian Shahlavi)‏ هو ممثل بريطاني من أصل إيراني ول بتاريخ 5 أغسطس 1972 وتوفي بتاريخ 14 يناير 2015 بعد نوبة قلبية بسبب تصلب عصيدي.

## أعماله
عنده أعمال عديدة منها فيلم الطرد و300 وبإسم الملك.

## وصلات خارجية
دارين شالافي على موقع IMDb (الإنجليزية)
- دارين شالافي على موقع روتن توميتوز (الإنجليزية)
- دارين شالافي على موقع ألو سيني (الفرنسية)
- دارين شالافي على موقع أول موفي (الإنجليزية)
- دارين شالافي على موقع قاعدة بيانات الأفلام السويدية (السويدية)
- دارين شالافي على موقع قاعدة بيانات الفيلم (الإنجليزية)
- دارين شالافي على موقع كينوبويسك (الروسية)